# Guardia nazionale (unità militare)
Quello di Guardia nazionale è il nome dato ad una forza armata speciale che, in genere, possiede compiti di gendarmeria e di riserva militare.

## Storia
La prima forma di guardia nazionale fu la Gardie National, istituita nel 1789 come milizia da volontari civili per difendere l'ordine pubblico nelle varie città dell'allora Francia rivoluzionaria. La Gardie National rimase attiva fino al 1871, durante il secondo Impero francese. Nel 2016 venne ricostituita come riserva militare costituita da riservisti delle forze armate al sostegno della Gendarmeria e della police nationale.
A seguito dell'unità dell'Italia venne istituita la Guardia nazionale italiana, un reparto del Regio Esercito atta alla lotta del brigantaggio nel meridione. Tale unità venne impiegata durante la terza guerra d'indipendenza, ma per via dell'alto tasso di diserzione e per i fallimentari tentativi di rivitalizzarla venne sciolta nel 1872 su proposta del generale Cesare Francesco Ricotti-Magnani. 
La formazione della Repubblica Sociale Italiana nel nord Italia, a seguito dell'armistizio Cassabile, portò la necessità del governo della RSI di una forza di inquadrare le camicie nere e i carabinieri in territorio nazifascista in un nuovo corpo militare di polizia. Con Decreto Legislativo del Duce n° 913, l'8 dicembre 1943, venne istituita la Guardia nazionale repubblicana, la cui struttura venne definita poi con il Decreto del Duce n° 921. La GNR, sotto al comando di Renato Ricci, rimase una forza armata indipendente fino al 1944, quando divenne la prima nell'Esercito nazionale repubblicano, perdendo le sue funzioni di polizia giudiziaria.

## Descrizione

### Competenze
Un corpo di Guardia nazionale in senso stretto, (cioè non di gendarmeria) è alle dipendenze del governo di uno Stato, attraverso funzionari nominati, spesso, dal capo del governo in carica. I compiti generali stanno nella tutela della sicurezza nazionale  e dell'ordine pubblico in supporto alle forze di polizia ad ordinamento civile. La principale differenza è lo status militare e l'equipaggiamento, con fanteria e artiglieria in dotazione agli eserciti. La Guardia nazionale è richiamata in servizio in caso di emergenza generale, come insurrezioni o supporto logistico alle forze dell'ordine e alle forze armate, oltre ché per la vigilanza sulle frontiere. 

### Riserva militare
Come avvenne per la Guardia nazionale italiana, molte guardie nazionali attive (come per esempio quella francese, russa, americana) hanno una componente in riserva disponibile a richiami militari di azione o addestramento. 

## Guardie nazionali attualmente attive
- Guardia nazionale repubblicana: gendarmeria portoghese.
- National Guard of the United States: riserva militare delle US Armed Force con compiti di sicurezza nazionale.
- Guardia nazionale messicana: gendarmeria messicana.
- Guardia nazionale della Federazione Russa: corpo militare alle dirette dipendenze del presidente Vladimir Putin, con compiti di sicurezza interna e polizia politica.
- Guardia nazionale ucraina: corpo militare del Ministero dell'interno erede delle Truppe interne, che in caso di guerra funge da riserva e supporto alle forze armate e alla polizia civile.
- Guardia nazionale francese: rifondata nel 2016 come forza in riserva alla Police nationale.
- Guardia nazionale dell'Arabia Saudita: sesta forza armata saudita con compiti di sicurezza interna e protezione della famiglia reale
- Guardia rossa dei lavoratori e dei contadini: corpo paramilitare nordcoreano per l'indottrinamento giovanile.
- Guardia nazionale dell'esercito croato (pričuvna sastav), si attiva per esercitazioni, calamita naturali, aiuto all'esercito professionale HV.

## Voci correnti
- Esercito
- riserva militare
- leva militare
- Arma dei carabinieri
- Milizia volontaria per la sicurezza nazionale

| Controllo di autorità | LCCN (EN) sh00006809 · BNF (FR) cb12049667c (data) · J9U (EN, HE) 987007292704405171 |